# سليم جبران خوري
سليم جبران خوري ويشتهر سليم خوري (مواليد 1934 في قرية البروة، فلسطين – توفي عام 1991 في حيفا) هو كاتب قصة ورواية ومسرح ونقد فلسطيني راحل.

## دراسته
درس في مدارس الرامة وكفر ياسيف، وتخرج من مدرسة «يني الثانوية» عام 1954. درس الأدب العربي والتربية في جامعتي حيفا والقدس.

## حياته العملية
عمل خوري في الصّحافة وعُيّن سكرتيرا لتّحرير مجلة " أولادنا" للصغار التي، كانت تصدر عن دار النّشر العربيّ،  عمل مدرسًا في مدرسة المتنبي الثانوية الشاملة في حيفا، كما عمل في مدرسة الراهبات الثانوية، ثم انتقل إلى الكلية الأرثوذكسية العربية، حتى أحيل إلى التقاعد المبكر عام 1985. تفرغ للكتابة بعد التعاقد، وكتب في المسرح والقصة والرواية والنقد ايضا عمل في توزيع الكتب المدرسيّة.

## مؤلفاته
تتميّز مؤلفات خوري في تنوّع الوانها الأدبيّة وتنوع الأجيال التي وجّه كتابته إليها. وكان قد نشرها بدءًا من عام 1960 وحتى عام 1990.
أمّا لعام 1967 وتحديدًا في حرب "الأيام السّتّة " فكان الأثر الكبير على خوري من الصّعيد السّياسيّ، حيث استلهم منها موضوعاته، اضافة إلى التّراث والتّاريخ والأساطير. 
- «آمنة»، (مسرحية) 1960[5]
- «الوداع الأخير»، (قصص) 1961[6]
- «وريث الجزار» (مسرحية)، 1961[7]
- «معلمون وتلاميذ» (شخصيات تاريخية) 1962[8]
- «هذا المصير» (مسرحية)، 1962[9]
- «الملك حكيم» (قصص)، 1962
- «أجنحة العواطف» (رواية)، 1967[10]
- «قلوب بيضاء» (قصص)، 1969[11]
- «حنين» (مسرحية)، 1970[12]
- «وفاء البادية» (مسرحية)، 1971[13][14]
- «إلى عالم النجوم» (قصص)، 1972[15]
- «الجن والإنس» (مسرحية)، 1973[16]
- «بعد الأسوار» (مسرحية)، 1982[17]
- «روح في البوتقة» (رواية)، 1986[18]
- «وجهة نظر» (نقد)، 1990[19]
- [4]

## وفاته
- توفي عام 1991 في مدينة حيفا إثر نوبة قلبية.[1]

## مَسرح سليم خوري
توجّه معظم مسرحيّات خوري الى الجّيل البالغ باستثناء "حنين ومسرحيّة سامحني يا أبيّ وجراب الكردي"، التّي وجّه (ثالوثها) الى طلّاب المدارس.

### تَصنيف مسرحيّات خوري وفقًا لموضوعاتها
1.    الدّراما التّاريخيّة (بالإنجليزيّة: Historical Drama):
وتُتّخد مادّتها من التّاريخ، وبلغَ عددها أربعًا وهي: آمنة، وريث الجزار ، وفاء البادية ، بعد الأسوار. جميعها وردت في كُتُب التّاريخ، عدا مسرحيّة " آمنة"
2.   الدّراما الاجتماعيّة – (بالانجليزيّة: Social Drama :
ويدور موضوعها حول الإنسان وأموره الاجتماعيّة. وبسياقها تندَرج  مسرحيّة "هذا المَصير 1962" .
3.  الدّراما التعليميّة – (بالانجليزي:Educational Drama)
وتهدف الى ادخال فكرة معيّنه في اذهان الحضور، وغالبا ما تكون اجتماعيّة او دينيّة، لكن بإسلوب بعيد عن التلقين المدرسيّ.
4.  الأسطورة – (بالانجليزي: Myth)
وهي فئة من الخُرافات والأقاصيص، التي يندَرج في سياقها مسرحية "الجن والإنس ".

## آليات خوري المسرحية
استعمل خوري أربع آليات عمل، يتدرّج عرضها من أكثرها رواجا إلى أقلّها.
1.   خارج خشبة المسرح – (بالإنجليزية Off Stage )
برزت هذه الألية في مسرحياته التاريخيّة، حيث أنه أكثر من المشاهد في أماكن محصورة كالقصور والغُرف الّا أنه ارتكز على خارج المسرح –Off Stage .
2.  التّغريب – (بالإنجليزية Alienation)
تهدِف الى تنمية جمهور ناقدٍ لما يراه، دون التّماثل مع الأحداث. وتميّزت مسرحيّة "بعد الأسوار" التي بدأت مقدمتها – Prologue بكونها بدأت بالتّغريب وانتهت به.
3. مسرح داخل مسرح – (بالإنجليزيةTheater within Theater)
تصدّرت هذه الآليّة في عدّة مسرحيات منها: "مثل حنين " و" وفاء الباديّة"، لكن بأهداف مختلفة، معتمدة على درجتين من المسرح الدّرجة الأولى هي الشّخصيّات الرئيسيّة التي تمثّل النصّ الأصليّ و الثانيّة تمثيل داخل التمثيل، إمّا عن طريق الشخصيّات الرئيسيّة، أوضمّ شخصيّات أخرى لتعرض لنا مشهدا تمثيليّا.
4.الاسترجاع - (بالإنجليزيةFlash Back)
وتحصِر هذه الآليّة في الاسترجاع المسرحيّ و الدراميّ معا. واجتهَدَ خوري طريقه، أن يَدفَعَ الحَبكة الدراميّة نحو الأمام.